# Rodolfo Barón Castro
Rodolfo Barón Castro (San Salvador, El Salvador; 31 de enero de 1909 - Mazagón, España; 17 de noviembre de 1986) fue un diplomático e historiador salvadoreño. 
Nacido en el seno de una de las más destacadas familias de El Salvador, algunos de sus antepasados participaron activamente en la independencia y posterior formación de su país. Estudió Derecho en la Universidad de Madrid y, desde 1928, formó parte del Servicio Exterior de El Salvador en España, labor que compaginó con otras tareas diplomáticas, culturales y académicas como historiador pionero en demografía histórica.

## Formación en Madrid
Madrid, cuando finalizaban los años veinte, concentraba a un buen número de intelectuales del mundo hispano, en una etapa verdaderamente exuberante por su prolífica creatividad en las artes, las letras y las ciencias. Allí se encontró el joven Barón con las que eran, o llegarían a ser, sobresalientes personalidades de la cultura hispana. Entonces inició unos contactos, una camaradería, que fue fundamental en su formación y que le llevó ya para siempre a autodefinirse, complacido, por encima de cualquiera de los numerosos e importantes títulos y cargos que consiguió en su dilatada y fructífera carrera, como "amigo de poetas y filósofos".
Trató especialmente al poeta León Felipe, uno de los más elevados exponentes de la Literatura Hispanoamericana del siglo XX, con quien compartió apartamento en la calle Prado, y con él acudió a los círculos madrileños, sobre todo al Ateneo, donde se encontraban, en creativo intercambio de sentimientos e ideas, a intelectuales de la talla de Juan Ramón Jiménez, Miguel de Unamuno, Federico García Lorca, Rafael Alberti, Pablo Neruda, Marañón, Madariaga, Concha Espina, Ramón Gómez de la Serna, Américo Castro, Daniel Vázquez Díaz, o Valle Inclán. Entre ellos forjó el excelente dominio de la lengua de Cervantes reflejada en toda su obra, la habilidad o destreza, la maestría, la fina ironía, el uso certero, exquisito, pulcro, exacto, minucioso, grácil e ingenioso de palabras y conceptos.
Con ellos se fue puliendo también como humanista e historiador. En estas tertulias, entre el Ateneo y el café de "La Espelunca", de la Carrera de San Jerónimo, coincidió con Américo Castro, fundador de la Sección Hispanoamericana del Centro de Estudios Históricos, institución regida por el eminente Ramón Menéndez Pidal. En aquella época, Castro estaba organizando la publicación de una revista trimestral con el sugestivo nombre de Tierra Firme. Su dirección la había confiado a Enrique Díez-Canedo, en torno al cual reunió un prometedor equipo de redacción constituido por notables especialistas españoles y los jóvenes hispanoamericanos, Ángel Rosenblat, argentino, y Silvio Zavala, mexicano.

## Pionero en demografía histórica
Conocedor de los méritos de Barón, que un año antes, en 1934, había participado en la fundación de la Sociedad de Estudios Internacionales y Coloniales, Américo Castro le integró en tan singular grupo, cuyos componentes estaban llamados a ser relevantes hispanistas. Su relación de trabajo más estrecha fue entonces con Rosenblat, quien, desde una perspectiva más general, compartía su interés por la demografía histórica, una ciencia de la que ambos fueron pioneros y precursores, ya que todo en ella estaba por hacer, especialmente en el Nuevo Mundo, por lo que sus conversaciones e intercambios de ideas fueron para ambos muy fructíferos y provechosos.
Pero fue Carlos Pereyra, erudito profesor de ciencias sociales, el pilar fundamental de Rodolfo Barón como historiador e investigador, y como tal, prologuista de La población de El Salvador, una obra que el joven Barón creía concluida -aunque años más tarde afirmaría que por entonces no era más que un esquemático proyecto de lo que finalmente fue- y que, por tanto, deseaba lógicamente publicar. El Diario Nuevo de San Salvador, en su edición del 14 de agosto de 1934, se hizo eco de la obra sobre demografía salvadoreña que Barón Castro preparaba en Madrid. 
Y la noticia no pasó desapercibida. Algunos salvadoreños se interesaron por conseguir que la obra se imprimiera, especialmente el general don José María Peralta Lagos, quien publicó en un diario de San Salvador:

D. Rodolfo Barón Castro, lleno de amor patrio, se ha metido por los laberintos de los riquísimos archivos españoles y ha escrito un libro sobre El Salvador, fuera de los moldes usuales, abundante en documentos inéditos…".

Tenaz en su empeño, llegó hasta el Presidente de la República, hasta que, por fin, consiguió el acuerdo del Estado salvadoreño de adquirir 500 ejemplares del libro, una vez que éste se publicara. Una decisión que no aportaba ninguna solución práctica al asunto, por lo que el general volvió a insistir hasta que logró el compromiso de su país de aportar inmediatamente, no a posteriori, el coste de la publicación.

### Años de guerra
Sin embargo, cuando parecía que ya todo estaba solucionado y por fin la obra se publicaría, estallaba en España la Guerra Civil, debiendo dedicarse Rodolfo Barón, como funcionario del Servicio Exterior de su país, a otras tareas muy distintas de las intelectuales, ocupándose en su misión diplomática, y por razones humanitarias, de paliar, en lo posible, algunos de los lamentables efectos de una contienda especialmente cruenta, que se alargaría, interminable, hasta el 1 de abril de 1939. Casi tres años.
Durante tan dilatado espacio de tiempo tuvo que abandonar sus estudios e investigaciones, consolándose, de vez en cuando, con alguna visita a la biblioteca de la Unión Iberoamericana, mientras la sitiada población de Madrid, entre los diarios bombardeos, se preocupaba ya solo de conseguir unos alimentos que comenzaron a escasear, con la agravante en las misiones extranjeras del elevado número de refugiados que, poco a poco, habían ido acogiendo. Una situación que se prorrogó hasta después de que llegara la paz, a la que algunos, demasiados, llamaron victoria, porque, cuando una España exhausta dejaba de luchar, inmediatamente, Europa primero, y luego el mundo, se enzarzaron en una guerra sin cuartel, total.

### Colaborador del Instituto Gonzalo Fernández de Oviedo
En un ambiente tan poco propicio, tuvo la suerte de reencontrarse con Antonio Ballesteros Beretta, un antiguo profesor suyo que en esos momentos iniciaba su labor como director del Instituto Gonzalo Fernández de Oviedo, en el Consejo Superior de Investigaciones Científicas (C.S.I.C.), quien le propuso que solicitara a dicha institución la publicación de La población de El Salvador. Así lo hizo, obteniendo del Instituto Gonzalo Fernández de Oviedo su compromiso de sufragar la impresión "sin presupuesto" y publicar la obra bajo la prestigiosa sombra del Árbol de la Ciencia, emblemático logo del Consejo Superior de Investigaciones Científicas.
Además, en el Instituto Gonzalo Fernández de Oviedo tuvo la satisfacción de poder trabajar junto a Carlos Pereyra, el eminente historiador mexicano que se la prologara en 1934. Contando con su apoyo y los abundantes recursos que el Instituto Gonzalo Fernández de Oviedo puso a su disposición, Rodolfo Barón emprendió la ingente tarea de completar su estudio con toda la documentación que, la nueva circunstancia, ponía a su alcance y procedió a la definitiva redacción de su obra, dedicándole unas horas que ya solo podía sustraer a su descanso, sorprendiéndole a menudo el amanecer enfrascado en tan ardua e ilusionante labor.
Buscó mapas, ilustraciones, grabados y todo aquello que pudiera enriquecer su estudio, debiendo en no pocas ocasiones encargar que se dibujaran o trazaran especialmente para el libro. Para los mapas contó con la colaboración Roberto Ferrer Maqueda, cartógrafo del Museo Naval de Madrid. Todo ello, mientras la obra ya estaba preparándose para la impresión, con Barón ocupándose personalmente de que todos los elementos que la componían fueran de la mejor calidad. Hasta que simbólicamente puso el colofón el día de la Hispanidad de 1942.

### La población de El Salvador
La población de El Salvador quedó finalmente estructurada en cuatro libros. El primero dedicado a "El territorio y sus peculiaridades", consta de dos capítulos donde se determina el marco geográfico, destacando los factores que incidirán significativamente en la evolución demográfica. En el segundo: "La población salvadoreña durante la época prehispánica", Barón cuantifica, con audacia e ingenio, los habitantes de la zona antes de la conquista, narrando además, a lo largo de cuatro capítulos, sus orígenes, sus culturas, economías, organizaciones sociales y políticas. Todos los aspectos que repercutían en su relación natural con el medio y, por tanto, en sus potenciales de desarrollo vital o poblacional.
Pero, sin duda, fue el libro tercero "La población salvadoreña durante la época colonial", con quince capítulos, donde aportó sus más valiosas y valientes conclusiones, sobre todo en el polémico y muy debatido tema de la despoblación de América provocada por la conquista, pilar de la leyenda negra soportada por España durante siglos. Rodolfo Barón, sin prejuicios, ateniéndose exclusivamente a sus datos, a los censos, informes y recuentos de la población, lleva la cuestión a sus justos términos, a las cifras. Y respaldado por ellas, tuvo el valor necesario para contradecir a una historiografía mayoritariamente proclive a los juicios de valores y a las fáciles condenas de la labor de España en América.
El cuarto y último libro "La población salvadoreña durante la época nacional", recorre en cinco capítulos los dos últimos siglos de evolución demográfica en El Salvador. Completándose la obra con un apéndice de catorce interesantes documentos y 122 láminas, donde se muestran las más significativas y cuidadas ilustraciones de cada tema, así como minuciosos mapas, creados expresamente para esta obra, sin igual hasta la fecha por su precisión. Y todo ello, con el mérito añadido de no disponer prácticamente de estudios previos en los que apoyarse, con un país que había perdido sus archivos en un desastre, con una ciencia demográfica incipiente. Todo estaba por hacer y Rodolfo Barón lo hizo, con sensatez, con imaginación, ideando métodos. Con razón dijo Carlos Pereyra que esta obra "es casa en la que el alarife ha tenido que labrar los sillares".
Una vez concluida la guerra, La población de El Salvador fue rápida y gratamente acogida por los más elevados cenáculos internacionales de las ciencias sociales. Primero, obviamente, en España, donde el 19 de diciembre de 1942 Manuel Ballesteros Gaibrois publica su primera recensión en el diario valenciano Jornada. Le seguirán muchas otras, entre las cuales merecen destacarse por su prestigio las publicadas en Estudios Geográficos, Revista de la Universidad de Madrid y Boletín de la Real Sociedad Geográfica. Mereciendo la atención y los elogios de intelectuales de la talla de Pedro Laín Entralgo, Rodolfo Reyes, Rafael Ferreres, Enrique Cansado, Javier Ruiz Almansa y Solano Costa. Y siendo citada en numerosas obras, verdaderos clásicos de la historiografía hispana, desde Carlos V y sus banqueros, de Ramón Carande Thovar, a la Historia de la colonización española en América, de Demetrio Ramos Pérez, pasando por la Historia de España y América, dirigida por Vicens Vives.
Desde el Instituto Gonzalo Fernández de Oviedo, complacidos por la buena acogida de la obra que habían tutelado y publicado, se propuso al Ministerio de Educación Nacional que le fuera concedido a Barón Castro el ingreso en la Orden Civil de Alfonso X el Sabio, galardón muy estimado en el mundo cultural. Aunque probablemente la más grata recompensa fue su nombramiento, el 3 de octubre de 1946, como Consejero de Honor del Consejo Superior de Investigaciones Científicas. Era el primer hispanoamericano que recibía tal distinción. 
También en El Salvador la obra tuvo una pronta y muy favorable acogida. La primera recensión salvadoreña la escribió nada menos que el doctor Manuel Castro Ramírez, exministro de Relaciones Exteriores y Director de la Academia Salvadoreña de la Historia, el 7 de abril de 1943. Le siguieron otras muchas, siempre generosas en justas alabanzas. Pero lo más importante es que, durante las décadas siguientes, La población de El Salvador fue mencionada prácticamente en todas las obras de su país relativas a temas históricos o demográficos, reproduciéndose la mayoría de sus mapas e ilustraciones, reflejándose su texto muy ampliamente en varias de ellas, entre las que destacaría el Diccionario Histórico Enciclopédico de la República de El Salvador, impreso en 1952.
En el resto de Hispanoamérica inició su andadura por Guatemala, merced a un elogioso artículo, aparecido en El Imparcial el 24 de octubre de 1944, del erudito historiador español Fr. Lázaro Lamadrid, O.F.M. Con entusiasmo fue acogida ese mismo año en Argentina, donde mereció un amplio comentario del Boletín del Instituto de Investigaciones Históricas, de Buenos Aires, y la calificación de "valiosísimo libro" por parte de su antiguo compañero de Tierra Firme Rosenblat. Y así sucesivamente por toda la geografía americana.
Pero también el mundo científico menos cercano a Hispanoamérica, del que por esta misma razón solo cabía esperar una valoración puramente objetiva y profesional, recibió la obra con notable aprecio. Precisamente, el primero en elogiarla fue Kuczynski, catedrático de demografía histórica en la London School of Economies and Political Science, la más eminente autoridad de la época en esta materia, quien la celebró, como años más tarde haría el sabio sueco Magnus Mórner, como "la obra pionera en el campo de la historia demográfica y social hispanoamericana". Una consideración similar a la que se le concedió en los Estados Unidos, desde donde fue alabada, entre otros, por Alfred Louis Kroeber, excepcional especialista de Antropología en Berkeley, y, sobre todo, por William Vogt, el más relevante demógrafo e hispanista norteamericano.

## Labores diplomáticas y académicas
Participó en veinte conferencias internacionales celebradas entre 1931 y 1964, entre ellas, la Primera Asamblea General de la Organización de las Naciones Unidas (Londres, 1946). En 1949, fue designado como observador para vigilar el plebiscito celebrado en Chandergador (India). Además de sus responsabilidades diplomáticas, desempeñó diversos cargos culturales y académicos. Impartió cursos y conferencias en universidades y academias de América, Europa y Asia. Desde 1943 hasta 1975, sin interrupción, lo hizo en la Universidad Hispanoamericana de Santa María de La Rábida (Palos de la Frontera, España). También fue profesor visitante de la Universidad de Notre Dame, Indiana, Estados Unidos (1962), y consultor de la Enciclopedia Británica (Chicago, 1963).
Recibió numerosas distinciones académicas, universitarias y de corporaciones científicas, literarias o educativas de España, América y Filipinas. Fue académico numerario de la Academia Salvadoreña de la Historia (1946) y correspondiente de la de Madrid (1946); académico numerario y honorario de la Academia Salvadoreña de la Lengua (1956), y correspondiente de otras tantas academias americanas y filipinas. Se le otorgó la Medalla de Plata de la Universidad de La Rábida (1956). Fue socio fundador –y luego decano- de la Sociedad de Estudios Internacionales (Madrid, 1935); Socio de Mérito de la Real Sociedad Colombina Onubense (1943) y de Honor desde 1949; Consejero de Honor del Consejo Superior de Investigaciones Científicas (España, 1946); correspondiente de la Sociedad Peruana de Historia (1950), de Guatemala (1953) y del Ateneo de El Salvador (1973), entre otras.

## Por una educación universal
Digna de resaltar fue su labor en la Unesco: Embajador Delegado Permanente de El Salvador (1977-1978) y Representante de su país en las Conferencias Generales y el Consejo Ejecutivo. De este último fue vicepresidente (1960-1962) y presidente (1964). Fue un destacado promotor de proyectos de extensión y mejora de la Educación en América Latina: Miembro del Jurado Mundial de varias convocatorias del Premio “Mamad Reza Pahlavi” de alfabetización, (1967-1982), y presidente del Comité Consultivo Internacional de enlace para la alfabetización (1972), siendo reelegido en Teherán al año siguiente.
También desde la Oficina de Educación Iberoamericana (OEI), independiente de la Unesco, promovió una loable tarea en pro de la Educación en el mundo: Representante de El Salvador en su Consejo Directivo (Madrid 1955-1964), y desde 1981, con categoría de Embajador; Presidente de la Comisión de Asuntos Jurídicos (1957-1964); Secretario General (1964-1979). La incansable lucha de Rodolfo Barón Castro por la OEI, contribuyó esencialmente en su consolidación. Por ello, fue nombrado Secretario General de Honor y distinguido con la Medalla de Oro del citado organismo. Viajero incansable, visitó y conoció, como representante de su país y como Secretario de la OEI, más de sesenta países de los cinco continentes.
Entre las tareas que llevó a cabo en la Organización de Estados Americanos (OEA), sobresale su estudio Centros regionales latinoamericanos, por encargo de la Comisión Especial para la programación y el desarrollo de la Educación, la Ciencia y la Cultura en América Latina, después de una gira por México, Venezuela, Chile, Argentina y Brasil (1962).

## Condecoraciones
Recibió numerosas condecoraciones: 
- Comendador de número de la Orden de Isabel la Católica, de España (1946);
- Encomienda de la Orden Mexicana del Águila Azteca (1948);
- Amauta de la Orden de las Palmas Magisteriales, de Perú (1965);[cita requerida]
- Gran cruz de la Orden Nacional al Mérito, de Ecuador (1971);
- Gran cruz de la Orden Nacional de Miguel Antonio Caro y Rufino José Cuervo, de Colombia (1973);
- Gran cruz de la Orden del Mérito Civil, de España (1974);
- Primera clase de la Orden de Homayoun, del Imperio iraní (1975);
- Gran cruz de la Orden de Mayo al Mérito, de Argentina (1976)
- Gran cruz de la Orden de Alfonso X el Sabio, de España (1979).

## Publicaciones
Entre las principales obras que ha publicado destacan:
- La población de El Salvador. Madrid, Instituto Gonzalo Fernández de Oviedo, 1942. Existen una 2ª. Edición, El Salvador: UCA Editores, Universidad Centroamericana José Simeón Cañas, 1978, y una 3ª edición, revisada y prologada por Julio Izquierdo Labrado, del Consejo Nacional para la Cultura y el Arte de El Salvador, Centro América, 2002.
- Pedro de Alvarado. Madrid, Ediciones Atlas, 1943.
- Selección de prosistas modernos hispanoamericanos. Colección “Cisneros". Madrid, Ediciones Atlas, 1944.
- Españolismo y antiespañolismo en la América Hispana. La población hispanoamericana a partir de la Independencia. Madrid, Ediciones Atlas, 1945.
- Reseña histórica de la villa de San Salvador, desde su fundación en 1525 hasta que recibe el título de ciudad en 1546. Madrid, Ediciones Culturales Hispánicas, 1950. Existe una 2ª edición, revisada y prologada por Diego Ropero Regidor, San Salvador, CONCULTURA, 1996.
- José Matías Delgado y el movimiento insurgente de 1811. San Salvador, Dirección General de Publicaciones del Ministerio de Educación, 1962. (Colección “Biblioteca José Matías Delgado”, tomo III).
- “Estudio Preliminar”, en Hispanismos en el Tagalo, obra de la OEI realizada por Adolfo Cuadrado Muñiz y revisada por Antonio M. Molina, ps. XVII-LXIV, Madrid, Oficina de Educación Iberoamericana, 1972. Existe una tirada aparte, Madrid, OEI, 1972, y otras de “Thesaurus”, t. XXVII, Bogotá, Instituto Caro y Cuervo, 1972, 78 p. También, una traducción al inglés por Guillermo Gómez Rivera, MDB Printing, Makati, Tizal, Filipinas.
- “El Salvador”, en América Latina: hacia la integración. Obra redactada por varios autores, con prólogo de José Luis Salcedo-Bastardo, publicada por el Comité Ejecutivo del Bicentenario de Simón Bolívar (1783-1983), Caracas, 1980.

- Datos: Q6110466